# Departement Aschaffenburg
Das Departement Aschaffenburg war eine Verwaltungseinheit im Großherzogtum Frankfurt zwischen 1810 und 1813. Im Staatskalender 1812 wurde die Fläche des Departements mit  approximativ 30 bis 34 Quadrat-Meilen (etwa 1650 bis 1870 Quadratkilometer), die Einwohnerzahl mit 91.296 Seelen angegeben. In den 177 Gemeinden bestanden 16.032 Feuerstellen.

## Geschichte
Das Departement Aschaffenburg wurde 1810 aus dem Fürstentum Aschaffenburg gebildet, einem der Vorgängerstaaten des Großherzogtums. Nach der Völkerschlacht bei Leipzig zerfiel das Großherzogtum. Das Gebiet des Departements Aschaffenburg wurde im Jahre 1814 ein Teil des Königreichs Bayern.

## Gliederung
Die innere Gliederung wurde teilweise über die Herrschaftswechsel beibehalten. Die früheren kurmainzischen Ämter und Oberämter hießen nun Distrikt, ihre Verwaltungshauptorte Mairie. Insgesamt bestanden 21 Distrikte mit 177 Munizipalitäten, und zwar:
- Aus dem ehemaligen Vizedomamt Aschaffenburg die Distriktsmairien Stadt Aschaffenburg (mit Damm), Schweinheim, Obernburg, Kleinwallstadt, Rothenbuch und Kaltenberg,
- Aus dem Oberamt Orb die Distriktsmairien Orb und Burgjoß, der auch das ehemals Würzburgische Amt Aura zugeschlagen wurde,
- Aus dem Oberamt Lohr die Distriktsmairien Lohr und Frammersbach
- Die Distriktsmairie Aufenau
- Die rechts des Mains gelegenen Teile des ehemaligen Oberamts Miltenberg, nämlich die Distriktsmairien Klingenberg und Stadtprozelten
- Hinzu kamen die 1806 mit der Rheinbundakte mediatisierten, ehemals reichsstädtischen oder reichsritterschaftlichen Gebiet, nämlich die Distriktsmairien Kreuzwertheim, Eschau, Krombach, Rieneck, Rothenfels, Triefenstein, Hoppach und Fechenbach.

15 Distrikte unterstanden direkt der Präfektur Aschaffenburg, 4 gehörten zur Unterpräfektur Klingenberg und 2 zur Unterpräfektur Orb.

## Personen
An der Spitze des Departements stand der Präfekt Carl Joseph Wilhelm Will.

### Departementrat
Mitglieder des zwölfköpfigen Departementrats waren
- Bernhard Sebastian von Nau
- Johann Adam Eisenberger
- Peter Joseph Firnbach
- Domenicus Frank
- Franz Helwerk
- Philipp Casimir
- Moor, Centschöff zu Kredenbach
- Rerrod, Eisenfabrikant bei Heimbuchenthal
- Georg Adam Schleenstein
- Johann Schmitt, Maire von Orb
- Leonhard Sickenberger
- Ignatz Will